# Contea di Chatham (Georgia)
La contea di Chatham (in inglese: Chatham County) è una contea dello stato della Georgia, negli Stati Uniti. La popolazione al censimento del 2000 era di 232 048 abitanti. Il capoluogo di contea è Savannah.